# Кармен Перейра
 Кармен Перейра (порт. Carmen Pereira, 16 лютого 1937, Бісау, Португальська Гвінея — 4 червня 2016, Бісау, Гвінея-Бісау) — державний діяч Гвінеї-Бісау, виконуюча обов'язки глави Республіки Гвінея-Бісау (1984).

## Життєпис
Народилася в сім'ї одного з небагатьох африканських адвокатів у тогочасній португальської колонії. Разом з чоловіком брала участь у війні за незалежність Гвінеї-Бісау. Стала високопоставленим політичним лідером і делегатом Панафриканської жіночої організації в Алжирі. Вступивши в 1962 р. в ряди Африканської партії незалежності Гвінеї і Кабо-Верде (ПАІГК), у тому ж році бігла до Сенегалу, а потім в Радянський Союз, де отримала медичну освіту. Після повернення на батьківщину відкрила лікарні в районі, контрольованому повстанцями. Під час війни проти Португалії вона була єдиною жінкою у виконавчому комітеті партизанського руху і відповідала за медичну сферу.
Після проголошення незалежності у 1973 р. обрана депутатом парламенту від Бісау, була другим заступником голови віце-президента державної народної асамблеї (парламенту) та одним з 15 членів Державної ради. З 1975 по 1980 рр. — голова парламенту Кабо-Верде і Гвінеї-Бісау.
З 1975 по 1981 р. займала посаду голови Державної комісії з питань жінок, а з 1981 по 1983 р. — міністра охорони здоров'я та соціальних справ.
У 1984 році обрана головою державної народної асамблеї. В цій якості у травні 1984 р. офіційно була главою держави протягом двох днів у зв'язку з введенням у дію нової конституції країни. У 1989 р. залишила посаду голови парламенту, залишаючись членом Державної ради. У квітні 1989 р. була учасницею урочистих заходів в Лісабоні в ознаменування 15-ї річниці «Революції гвоздик».
У 1990 і 1991 роках — заступник прем'єр-міністра і державний міністр з соціальних питань. У 1992 р. відсторонена від посади президентом Жуаном Виейрой.
У 2005 р. була знову обрана на високу посаду — заступником голови державної народної асамблеї.